# MU-4
MU-4 (также известна как Š-I)— чехословацкая танкетка.

## История
Ранее производившаяся танкетка MU-2 не оправдала доверия военных, поэтому фирмой Škoda был разработан новый вариант под кодом MU-4 с двумя пулемётами. Основой послужила танкетка Carden-Loyd Mk VI.
Главным отличием было то, что башню у танкетки убрали и изменили корпус, повысив боевое отделение по размерам и положению. В ходовую часть поставили ролики, что стало единственным изменением в ней. Бронелисты устанавливались с рациональным углом, что снижало урон от пуль и снарядов.
На танкетке устанавливался бензиновый 4-цилиндровый двигатель Škoda мощностью 40 лошадиных сил (развивалась скорость до 41 км/ч) и рабочим объёмом 2660 куб.см. Вооружение, состоявшее из двух пулеметов ZB vz.26, находилось в лобовом листе корпуса в шаровых установках. Размещение пулеметов было более рациональным, но имело сильно ограниченный угол обстрела.

## Испытания
Перед испытаниями MU-4 получила новое обозначение Š-I. Она создавалась в противовес танкетке LT vz.33 из ЧКД, а также обладала лучшими качествами. Но предпочтение было отдано её менее удачливому конкуренту благодаря связям последнего с фирмой Vickers. На испытаниях танкетка MU-4 показала максимальную скорость до 41 км/ч при движении по твердому грунту и имела запас хода 200 км. Удельное давление на грунт не превышало 0,35 кг/кв.см, и это давало шанс на развёртывание серийного производства. Однако с 1934 года в армии прекратили принимать танкетки, и заказов Škoda не получила.

## Судьба
После оккупации Чехии в марте 1939 года немецкой армии достался единственный прототип Š-I. Разумеется, вермахт оценил эту машину как устаревшую и танкетку отправили на временное хранение. В мае 1939 года чехословацкий индекс Š-I был изменен на Т-1 в соответствии с новой системой обозначений. Танкетке Š-I удалось пережить войну и сейчас она экспонируется в Военном Музее в Праге.